# Francesco Castiglione (pittore)

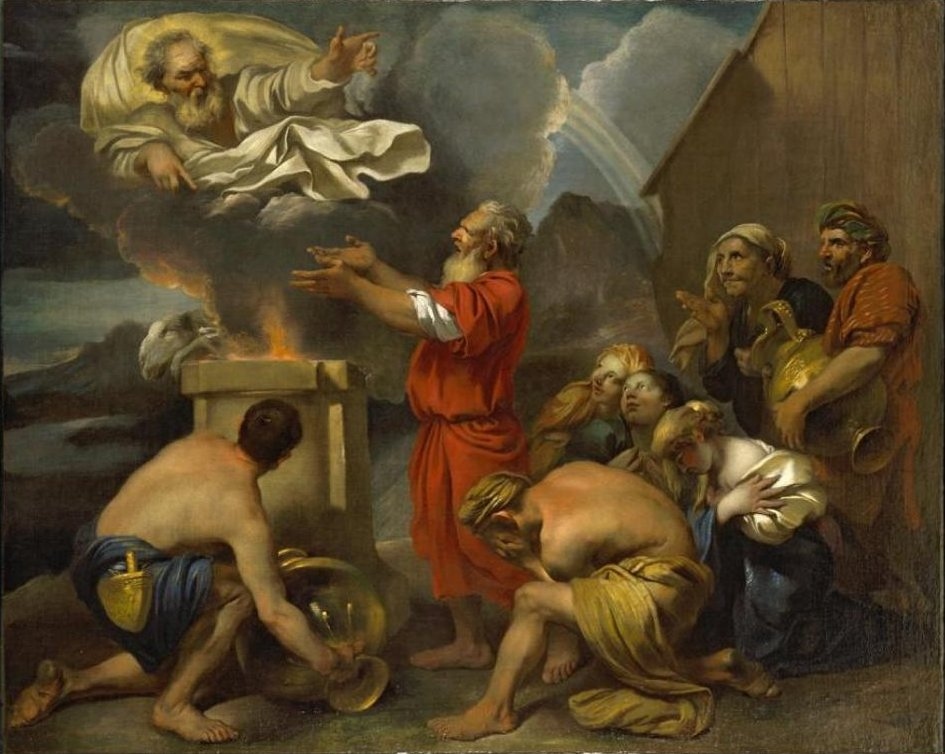
Offerta di Noè, El Paso Museum of Art.

Francesco Castiglione (Mantova, 21 dicembre 1641 – Genova, 1716) è stato un pittore italiano.

## Biografia
Francesco è figlio di Giovanni Benedetto Castiglione e nipote di Salvatore Castiglione, anch'essi pittori. 
Nato a Mantova dove il padre era pittore di corte dei Gonzaga, apprese da esso l'arte della pittura, specializzandosi in nature morte e scene a soggetto biblico e mitologico, sempre affollate di animali. Il duca di Mantova Ferdinando Carlo di Gonzaga-Nevers nel 1681 lo dichiarò pittore di corte.
Sì trasferì a Genova nel 1716 e ivi morì.

## Opere
- Offerta di Noè, El Paso Museum of Art
- Trionfo di Galatea
- Entrata di animali nell'arca di Noè
- Scoperta dei corpi di Pietro e Paolo
- Orfeo che incanta gli animali